# Chorherrenstift auf dem Berg Sion bei Jerusalem

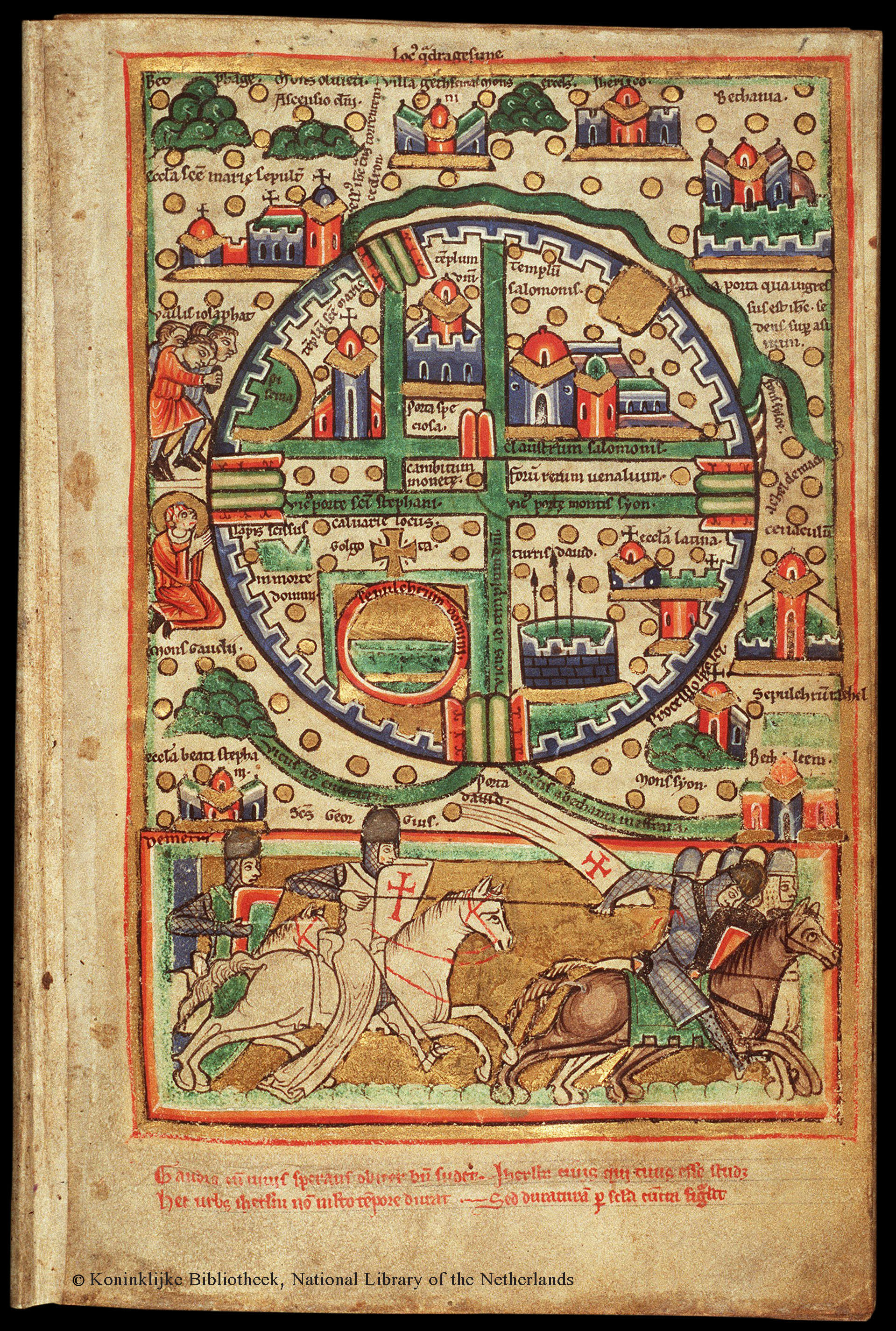
Plan Jerusalems vor 1187. Mons Syon (in der rechten unteren Ecke)

Das Chorherrenstift auf dem Berg Sion bei Jerusalem war eine Gemeinschaft von zunächst Säkularklerikern, ab etwa 1130 nach der Augustinerregel lebenden Chorherren bei der Kirche S. Maria auf dem Berg Sion bei Jerusalem in der Zeit des Lateinischen Königreichs Jerusalem (1099 bis 1187). Das Chorherrenstift auf dem Berg Sion bei Jerusalem war eines von vier lateinischen Stiften (die drei anderen Stifte: Chorherrenstift am Heiligen Grab in Jerusalem, Chorherrenstift am Templum Domini in Jerusalem und Chorherrenstift auf dem Ölberg bei Jerusalem), die die Kreuzfahrer nach der Eroberung Jerusalems 1099 in und um Jerusalem eingerichtet hatten. Dem Chorherrenstift auf dem Berg Sion stand zunächst ein Prior vor, ab 1169 ein Abt. Nach der Eroberung von Jerusalem 1187 durch Saladin floh das Kapitel nach Akkon. Nach der Eroberung von Akkon (1291) siedelte der Abt (und der Konvent?) in das Kloster Santo Spirito nordöstlich von Caltanissetta in Sizilien über. Trotz der umfangreichen Besitzungen des Stiftes in Westeuropa gelang es Abt und Kapitel nicht, aus diesen Niederlassungen einen Orden zu bilden (vgl. dagegen die Chorherren vom Heiligen Grab).

## Lage
Das Stift lag auf dem Berg Sion südlich der Altstadt von Jerusalem. Von den Konventsgebäuden hat sich oberirdisch nichts erhalten. Das Kloster bzw. die Kirche S. Maria auf dem Berg Sion wird in einem Bericht über die von Saladin 1187 eroberten Städte und Festungen als castellum aufgeführt. Man kann daraus schließen, dass Kloster und Kirche wohl von einer starken Mauer umgeben waren.
1335 gründen Franziskaner eine Niederlassung auf dem Berg Sion. Heute befinden sich auf dem Berg Sion die Dormitio-Abtei, das Davidsgrab, ein katholischer Friedhof (mit dem Grab von Oskar Schindler), das Essener-Tor und weitere historische Stätten.

## Geschichte
Bereits kurz nach der Eroberung von Jerusalem (Juli 1099) stiftete Gottfried von Bouillon ein Chorherrenstift bei der Kirche S. Maria auf dem Berg Sion. Er schenkte dem Stift den Berg Sion mit einigem Zubehör.
Wahrscheinlich waren die Chorherren vom Berg Sion zunächst Säkulargeistliche, wie bei den drei anderen von den Kreuzfahrern in und um Jerusalem gegründeten Stifter. Dem Stift stand ein Prior vor. An der ersten Reichsversammlung, die 1120 in Nablus stattfand, nahm auch Arnaldus, der Prior vom Berge Sion, teil. Nach Mayer wurde das Chorherrenstift wohl zwischen 1130 und 1136 reguliert und nahm die Augustinerregel an. In dieser Zeit wurden sicher auch Klostergebäude errichtet, damit die vita communis auch umgesetzt werden konnte.
Der zuletzt 1160 als Prior genannte Vorsteher des Stifts Gunterius führte ab 1166 den Titel Abt. Er hatte nach der Erhebung vom Prior zum Abt den Status eines Suffragan des Patriarchen von Jerusalem und hatte das Recht Mitra, Ring und Pectoralkreuz zu tragen. Neumann zitiert (aus einer Pilgerschrift vor 1187): in der Heiliggrabkirche sind Augustinerchorherren, denen ein Prior vorsteht, im templum domini sind Augustinerchorherren und ein Abt, an der Kirche auf dem Berg Sion sind regulierte Chorherren unter einem Abt, in der Kirche auf dem Ölberg sind regulierte Chorherren, denen ein Abt vorsteht. Diese Beschreibung muss also nach der Erhebung des Priors zum Abt geschrieben worden sein.
Das Chorherrenstift auf dem Berg Sion war natürlich fest eingebunden in die religiösen Feierlichkeiten der Stadt Jerusalem in der Zeit des Lateinischen Königreichs Jerusalem. Am Palmsonntag begleitete der Prior des Stifts auf dem Berg Sion den Patriarchen von Jerusalem, den Prior des Ölbergstifts und den Abt des Klosters S. Maria im Tal Josaphat auf der Palmprozession von Jerusalem bis nach Bethanien.
Nach der Eroberung Jerusalems durch Saladin 1187 mussten die Chorherren ihr Kloster auf dem Berg Sion verlassen. Im Kloster soll für einige Zeit ein Pferdestall eingerichtet worden sein. Nach zeitgenössischen Berichten, die Titus Tobler schildert, scheinen die Zerstörungen aber nur unbedeutend gewesen sein. Nach seinen Ausführungen erhielten syrische Christen das leer stehende Kloster gegen eine Geldzahlung. 1192 sahen christliche Pilger die Kirche intakt. 1212 sollen die syrischen Christen ein reiches und schönes Kloster auf dem Berg Sion bewohnt haben.
Durch den Vertrag von Friedrich II. mit dem ägyptischen Sultan al-Kamil kam Jerusalem und kleinere Gebiete um Jerusalem von 1229 bis 1244 wieder unter christliche Kontrolle. Zu dem kleinen Gebiet, das den Christen überlassen wurde, gehörte auch der Berg Sion. Abt und Konvent des Chorherrenstifts auf dem Berg Sion blieben aber in Akkon.
Nach der Eroberung von Akkon (1291) siedelte der Abt (und der Konvent?) in das Kloster Santo Spirito in Caltanissetta auf Sizilien über, das ein Priorat des Chorherrenstiftes auf dem Berg Sion war. 1336 ließ sich der namentlich leider nicht genannte Abt die Bestätigungsurkunde für die Besitzungen der Kirche S. Maria auf dem Berg Sion bei Jerusalem, die der damalige Abt Johannes 1179 von Papst Alexander III. erhalten hatte, erneut bestätigen. Es kann sich dabei aber nur um Abt Dominikus gehandelt haben, der bis 1339 als Abt in Santo Spirito nachgewiesen ist,

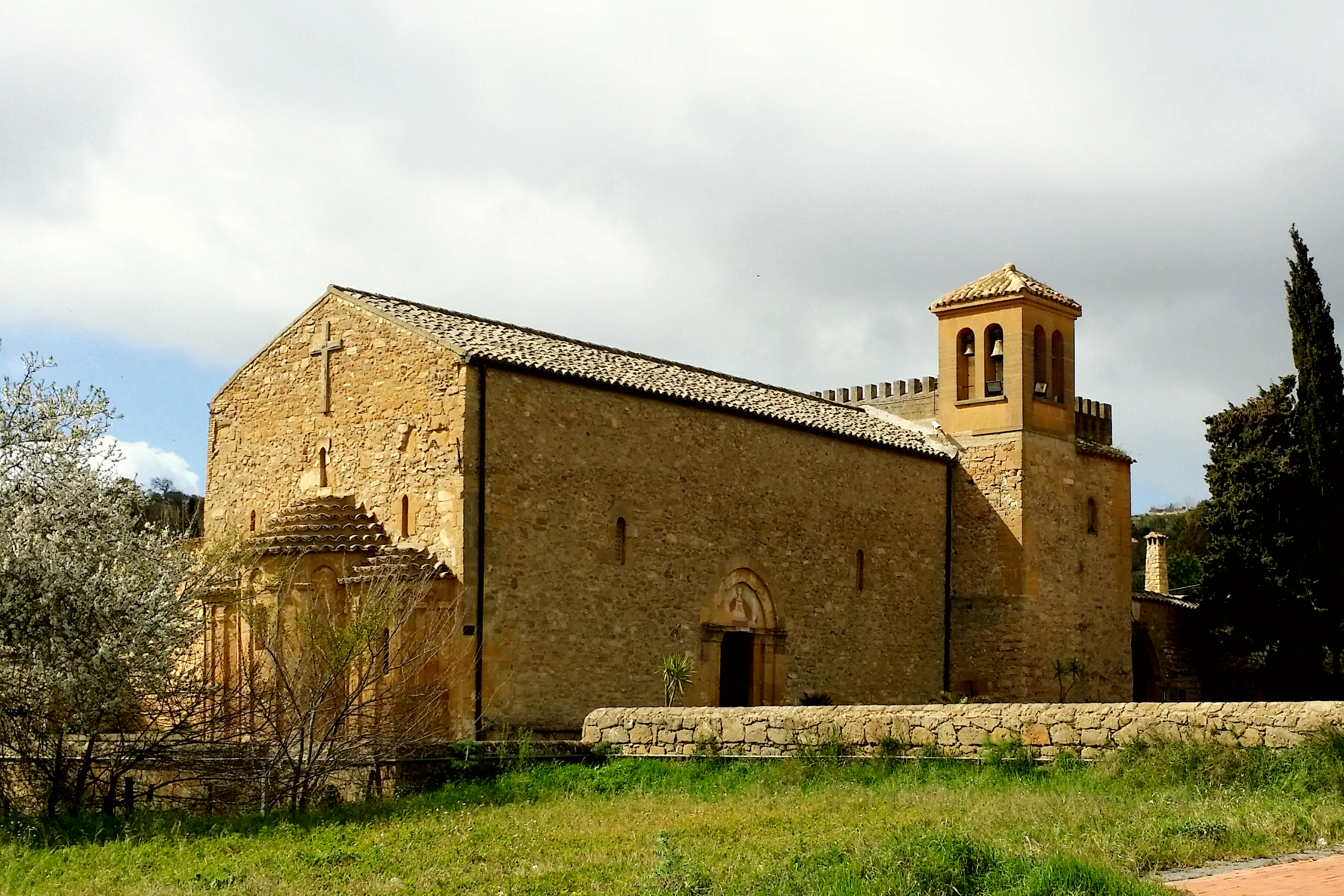
Abtei Santo Spirito bei Caltanissetta

## Besitzungen
Am 19. März 1179 bestätigte Papst Alexander III. die Besitzungen der Abtei. Die Mehrzahl der Besitzungen lag zwar im Heiligen Land, doch hatte die Abtei auch in Italien, Spanien und in Frankreich nicht unbedeutende Niederlassungen.

### Besitzungen in und um Jerusalem
Die Besitzungen des Chorherrenstifts um Jerusalem herum wurden von Denys Pringle neu untersucht. Er kam z. T. zu anderen Identifizierungen der genannten Orte als Emmanuel Rey in seinen Chartes de l'Abbaye du Mont-Sion.
- eine Ecke der Stadt Jerusalem rechts und links vom Tor, das vom Berg Sion in die Stadt führt. Wurde dem Stift von König Balduin I. geschenkt. Dazu gehörten einige Bäder, Häuser, Gärten und Wechselstuben innerhalb und außerhalb der Mauern von Jerusalem.
- ein Stück Land außerhalb von Alchedemac/Aceldama mit Weinbergen, unterhalb und südlich des Berges Sion außerhalb der Stadtmauern von Jerusalem
- das Land des Asquatinus (Anschetin) in Sorbael (Sur Bahir)
- einen Weinberg, ein Geschenk des Anselmus de Parenti
- das Land einer früheren Moschee, wahrscheinlich in der nächsten Umgebung am oder auf dem Berg Sion
- das Land um eine Quelle und die Quelle selber, ein Geschenk von Guido de Milli, vermutlich gehörte sie auch zum früheren Besitz der zuvor erwähnten Moschee
- ein Dorf, das früher einem Martin gehört hatte, mit seinem Zubehör
- ein Dorf, das vorher Hugonis de Gorron gehörte
- Dersophat/Dayr Shu'fat und das umliegende Land, ein Geschenk des bereits erwähnten Anselmus
- Dörfer und guastinas (Einöden), die von Almerico de Francolongo gekauft wurden: Gebea (al-Jab'a), Ubeth (al-Habik), Dormibedi (Dayr ?), Kariateri (Qaryat Sayda?), Genesim (Sanasin), Casert (al-Qusayr) und Tyberie (Tabalyia) jeweils mit ihrem Zubehör.
- das Dorf Caphason (Kafr Sum) mit Zubehör
- die Dörfer Aneth (Anata) und Amieth (Kh. Almit) jeweils mit Zubehör
- das Dorf Farafronte (Ayn Fara) mit Zubehör
- 1176 erhielt die Abtei einen Weinberg bei der Kirche S. Procopius geschenkt, der aber wieder getauscht wurde gegen einen anderen Weinberg am Fuße des Berges Sion, um dort einen Teich anzulegen.[14][15]
- noch zu Zeiten des Königreichs Jerusalem zinste die Abtei für einen Landbesitz auf dem Freudenberg an die Johanniter.[7]

### In der Gegend von Askalon
Askalon ist der Kern des heutigen Aschkelon in Israel.
- das Casale Carcafas mit seinem Zubehör und die Hälfte des Zehnten
- das Casale Romembre und sein Zubehör, einschließlich des gesamten Zehnten
- In Askalon selber Häuser und eine Moschee

### In der Gegend von Jaffa
Jaffa ist der Kern des heutigen Tel Aviv-Jaffa.
- Land, das der Abtei von Graf Guido von Jaffa geschenkt wurde,
- ein Garten und Land, geschenkt von Lambert Goliath

### In der Gegend von Nablus
- in Nablus Häuser
- die Casalia Burin, Caphastrum, Gul und Gérable jeweils mit ihrem Zubehör und Freiheit von allen dem Patriarchen gehörenden Zehnten

### In der Gegend von Sebaste
Sebaste war der Name des biblischen Samaria zur Zeit des Königreich Jerusalem
- die Casalia Fame und Age mit ihrem Zubehör und der Hälfte der Zehnten

### In der Gegend von Caesarea
In der Gegend von Caesarea Maritima an der Küste.
- die Casalia Sidia, Caforana und Canetum mit ihrem Zubehör und der Hälfte der Zehnten
- ein Freihaus in Caesarea Maritima

### In Galiläa
- in Ligio/Legio in Galiläa, zwei Morgen Land, eine Mühle, zwei Gärten, die Hälfte der Zehnten, und ein Haus in Ligio

### Im Gebiet von Akkon
- das Casale Myary/Myari
- in der Stadt Akkon die Kirchen S. Leonhard und S. Romanus mit deren Zubehör (Häuser, Land, Weinberge, Gärten und den jeweiligen Zehnten)

### Im Gebiet von Tyrus
- das Casale Messaria mit Zubehör
- zwei Morgen Land beim Casale Messaria
- zwei Morgen Land bei dem Casale Sardenas, ein Geschenk von König Balduin II., und die Hälfte der Zehnten von diesem Dorf (war noch um 1130 im Besitz des Klosters S. Maria im Tal Josaphat)
- in der Stadt Tyrus die Kirche S. Leonhard mit den Häusern und Zubehör

### Im Gebiet von Byblos
Zur Kreuzfahrerzeit wurde Byblos Giblet genannt.
- aus Giblet eine jährliche Rente von 25 Byzantinern

### Im Gebiet von Antiochia
- in Antiochia ein Haus
- in Amis ein Haus
- das Casale Miserach
- ein Weinberg, genannt Cafaria
- die Casalia Bussadan, Felix und Cuccava mit ihrem Zubehör und der Hälfte der Zehnten
- eine Kirche in der Nähe der Burg Doninium im Casale Bexa

### Im Gebiet von Tarsus
In der Kreuzfahrerzeit gehörte Tarsus zum armenischen Kilikien.
- ein Freischiff auf dem Fluss Kydnos (heute Berdan Çayı)
- das Casale Eroi mit seinem Zubehör und der Hälfte der Zehnten

### In Sizilien
- in der Diözese Agrigent die Kirche Santo Spirito nahe Caltanissetta mit dem Dorf, ein Geschenk der Gräfin Adelasia († 1118) und des Grafen Roger I. von Sizilien († 1101; es handelt sich bei den beiden wohl um die Stifter des Klosters, nicht die Schenker an das Chorherrenstift). In der Weiheinschrift der Kirche von 1153 ist vom Chorherrenstift auf dem Berg Sion noch nicht die Rede.[16] Die Übertragung muss also später stattgefunden haben:[17]
- in der Diözese Catania die Kirche Santa Maria de Baratathe, mit der Hälfte des Dorfes
- die Kirche Santa Maria de Messina, mit dem zugehörigen Land und anderem Zubehör
- die Kirche Sant' Anna de Fesina mit dem zugehörigen Land und allen Parrochialrechten
- im Gebiet von Girathelli die Kirche San Basilio mit dem zugehörigen Land
- im Gebiet von Castro Joanni, die Ländereien geschenkt von Jean le Prieur.

### In Kalabrien
Im Distrikt von Sinipoli die Kirche San Teodoro de Barellis mit seinen Ländereien, seinen Wäldern und anderem Zubehör, ein Geschenk von Robert Guiscard (wohl der Stifter der Kirche, nicht der Schenker)

### In der Lombardei
- in der Diözese Albano, la Nouvelle mit seinem Zubehör
- in der Diözese Pavia, ein Haus und eine Kirche mit den Parrochialrechten und Zubehör

### In Frankreich
- 1152 schenkte der französische König Ludwig VII. die Abtei Saint Samson in Orléans den regulierten Kanonikern vom Berg Sion, als Dank dafür, dass er 1148 gastfreundlich im Kloster Sion aufgenommen worden war.[18][19] 1158 bestätigte Papst Hadrian IV. die Schenkung.[20]
- in der Diözese Bourges, Prunersec (Prunesac, Villegenon, Arrondissement Bourges, Dépt. Cher) mit seinem Zubehör,
- die Prieuré Saint-Blaise et Saint-Jacques im Kirchsprengel Villegenon
- Sainte-Marie de Framer mit seinem Zubehör und allen Rechten
- Kirche Saint-Saviol, Archidiakonat Gençay, Bistum Poitiers
- Heinrich von Troyes und Graf der Champagne schenkte dem Stift 1179 eine jährliche Rente von 10 Pfund in Geld.[21]

### In Spanien
- in der Diözese Valencia, die Kirche Santa Maria de Ferrim mit den Parrochialrechten und den Zehnten
- drei Teile der Kirche San Cristoforo in Pouzol de Ammiranos
- in Castromonte, Häuser
- in Castrel, Häuser und in beiden Orten alle Rechte über die Häuser
- im Bistum Léon, auf der Burg Anepeza, die Kirche Santa Colomba mit den Parrochialrechten und Zehnten
- das Dorf Veneccia mit seinem Zubehör, seinen Rechten und anderen Einnahmen, ein Geschenk des Königs Alphons VIII. von Kastilien (König von 1158–1214)

## Priore und Äbte
- 1112,[22][23] 1116, 1117, 1120, 1129, 1135, 1136, 1137 Arnold/Arnoldus/Arnaldus, Prior vom Berge Zion (1116[24])[25][26]
- 1155, 1156 Engerannus, Prior Montis Syon[27][28]
- 1158, 1160, 1166 Gunterius, 1158, 1160 Prior Montis Syon[29][30] Gunterius führte 1166 den Titel Abt[3]
- 1169, 1176 Renaldus, Abt Montis Syon[31]
- ?1178, 1179 Johannes/Jean, Abt,[12][32]
- 1185/86 Rainaldus[33]
- 1190 NN., Abt[34]
- 1218,[35] 1219,[36] 1221,[37] 1222[38] Ivo, Abt
- 1239 bis 1244 Girardus, Abt, ausgestellt in Akkon[39]
- 1244 R., Abt[40]
- 1248 Hugo, Abt
- 1254 Theobaldus[41]
- 1254 T(h)erricus[41]
- 1268 Jakob[41]
- 1281 bis 1291 Adam[41]
- 1301 Dominicus[41]
- 1324 Guillelmus, Abt[41]
- 1339 Dominicus, Abt[41]

Danach erscheinen keine Äbte mehr in den  Annales prioratus Sancti Sansonis Avrelianianensis .... Das Priorat Saint-Samson in Orléans wählte nun seine Priore selbständig, ohne Zustimmung eines Abtes.

## Kanoniker
Namentlich bekannte Kanoniker des Chorherrenstifts auf dem Berg Sion zur Zeit des lateinischen Königreichs Jerusalem waren: Lambertus (1133), Radulfus (1138) und Stephanus (1180).